# 実籾駅

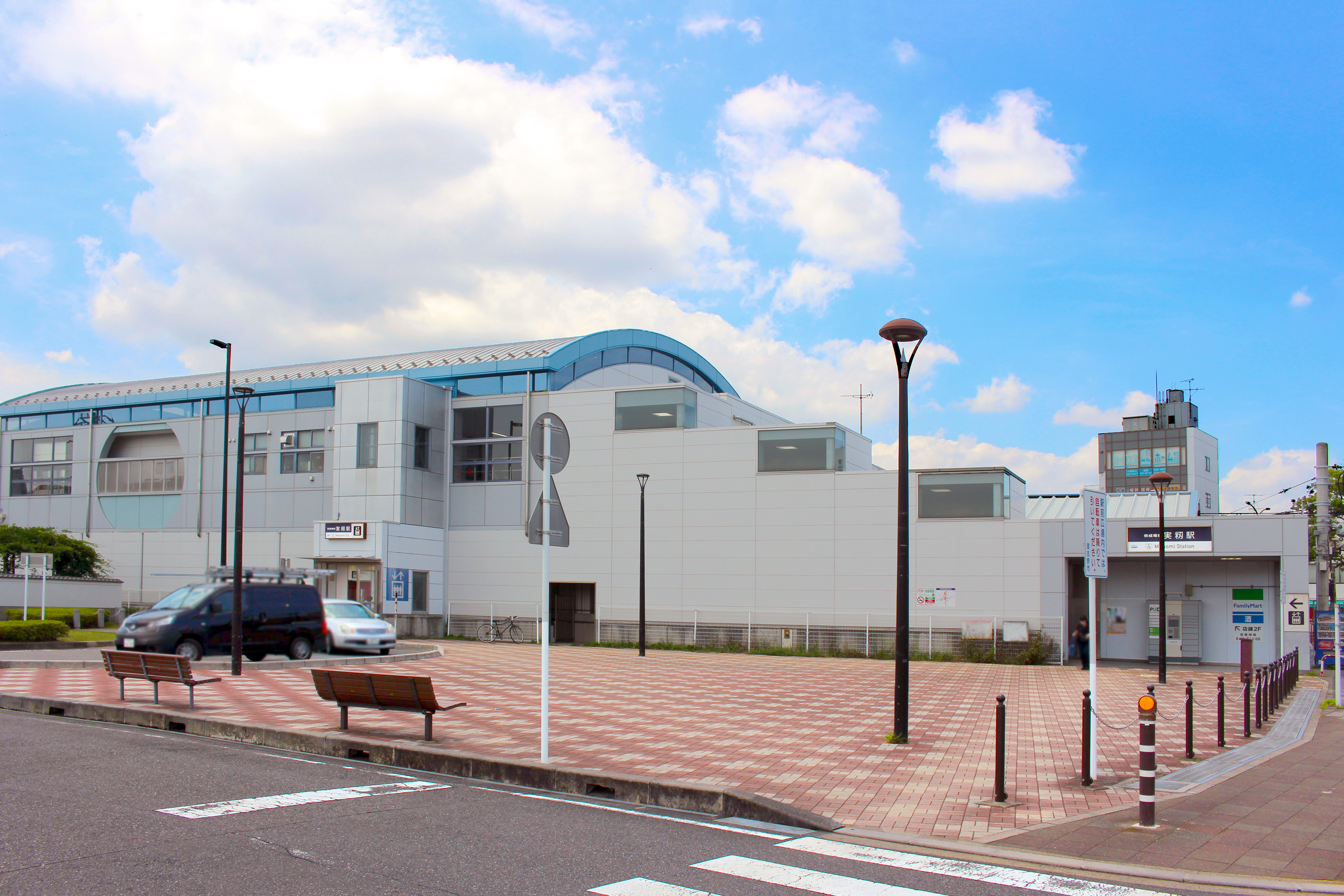
南口（2024年7月）

実籾駅（みもみえき）は、千葉県習志野市実籾一丁目にある、京成電鉄本線の駅である。駅番号はKS28。

## 歴史
- 1926年（大正15年）12月9日 - 開業[1][2]。
- 1996年（平成8年）3月6日 - 橋上駅舎が完成[3][4]。
- 2014年（平成26年）8月5日 - 改札前売店がファミリーマートに改装。

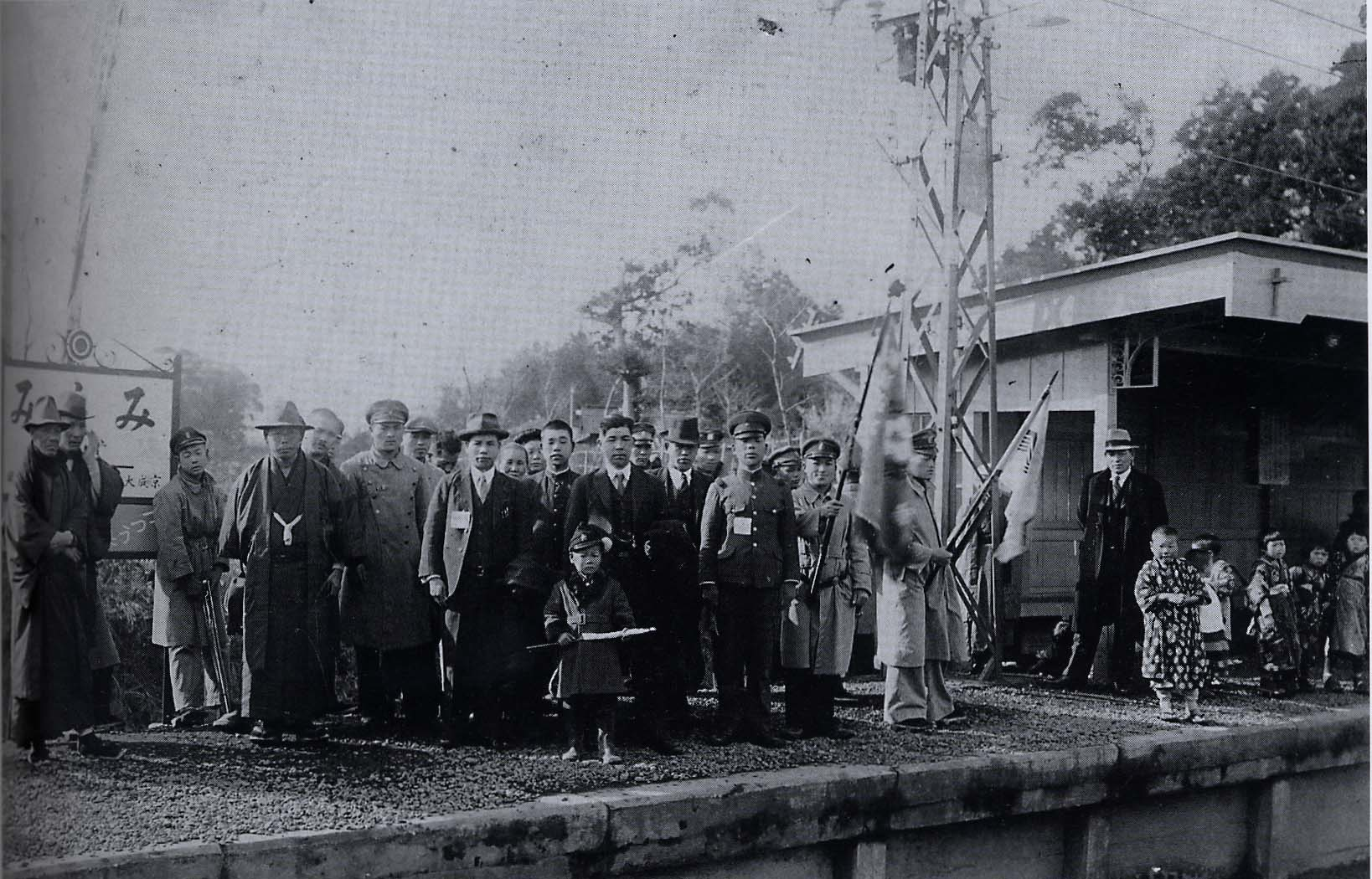
1937年（昭和12年）頃の当駅出征風景
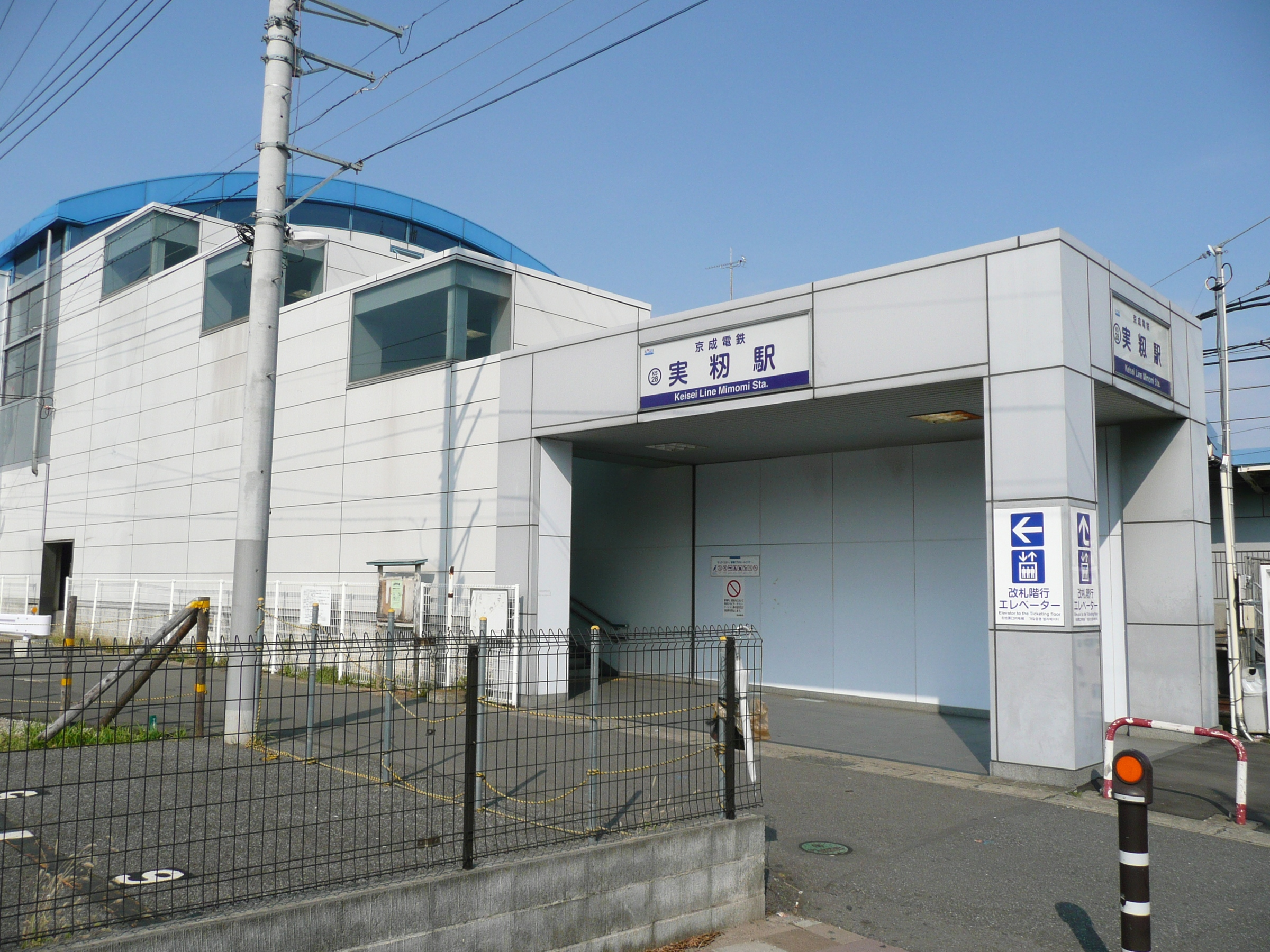
駅前広場整備前の南口（2011年10月)

## 駅構造
相対式ホーム2面2線を有する地上駅で、橋上駅舎を持つ（八千代台駅管理）。かつては上りホームに側線があった（1960年の時点ではすでに撤去されている）。
改札は東側（八千代台駅側）にあり、天井が高く開放感がある。出入口は北口と南口の2か所あり、2011年に地上と改札階を連絡するエレベーターを北口と南口に各1基、改札階と各ホームを連絡するエレベーターを各1基設置した。橋上駅化前までは、駅本屋は上りホーム側にあり、東寄りに別々の改札があり構内踏切もあった。当時、下りホーム側の切符売り場は橋上化前まで手売りで、上りホームには改札付近に売店があった。改札外コンコースにはファミリーマート実籾駅店がある。

### のりば
| 番線 | 路線     | 方向 | 行先                                              |
| ---- | -------- | ---- | ------------------------------------------------- |
| 1    | 京成本線 | 上り | 京成船橋・日暮里・京成上野・押上・ 都営浅草線方面 |
| 2    | 京成本線 | 下り | 八千代台・京成成田・ 成田空港方面                 |

- 上表の路線名は成田空港線開業後の旅客案内の名称に基づいている。

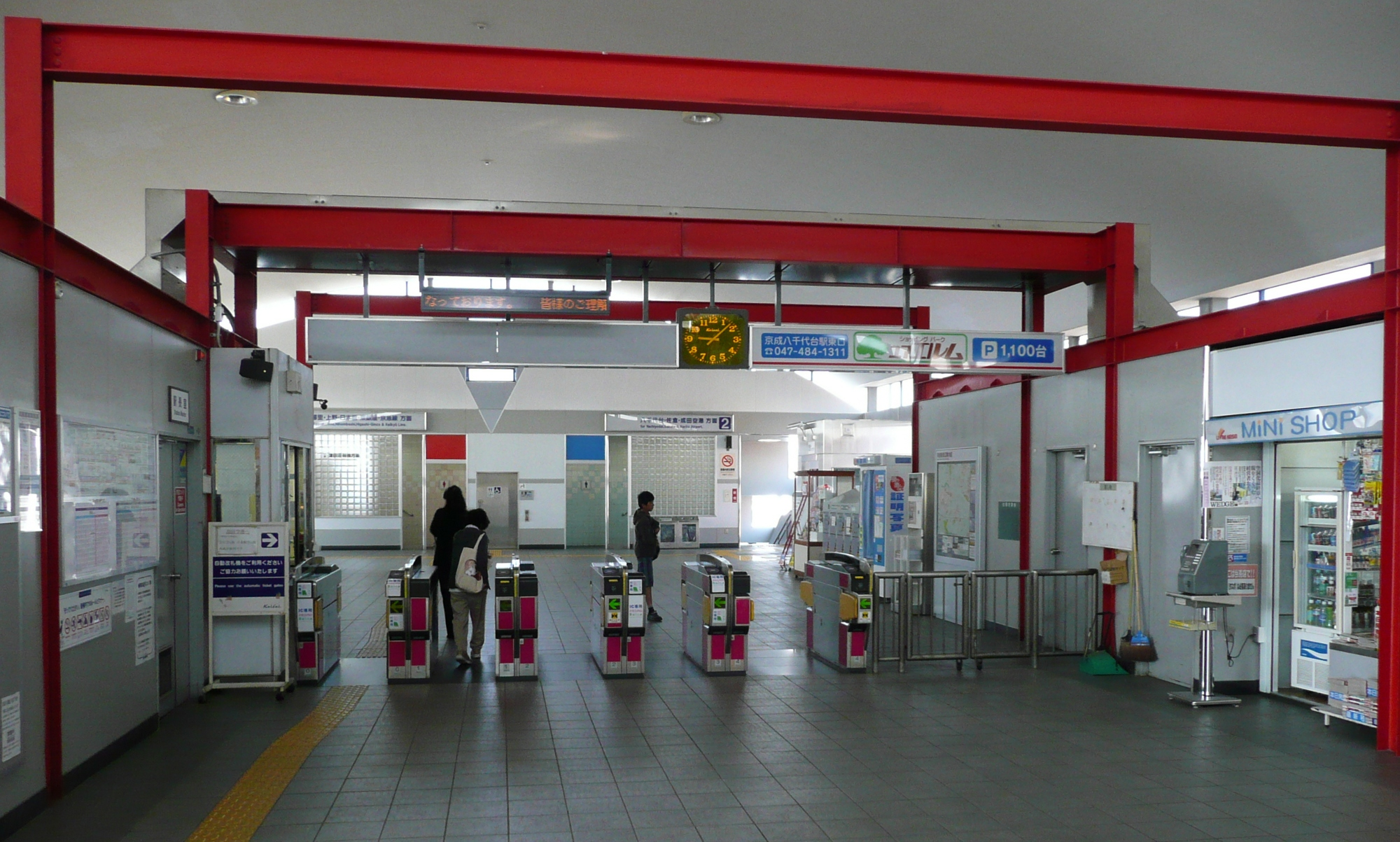
改札口（2011年10月）
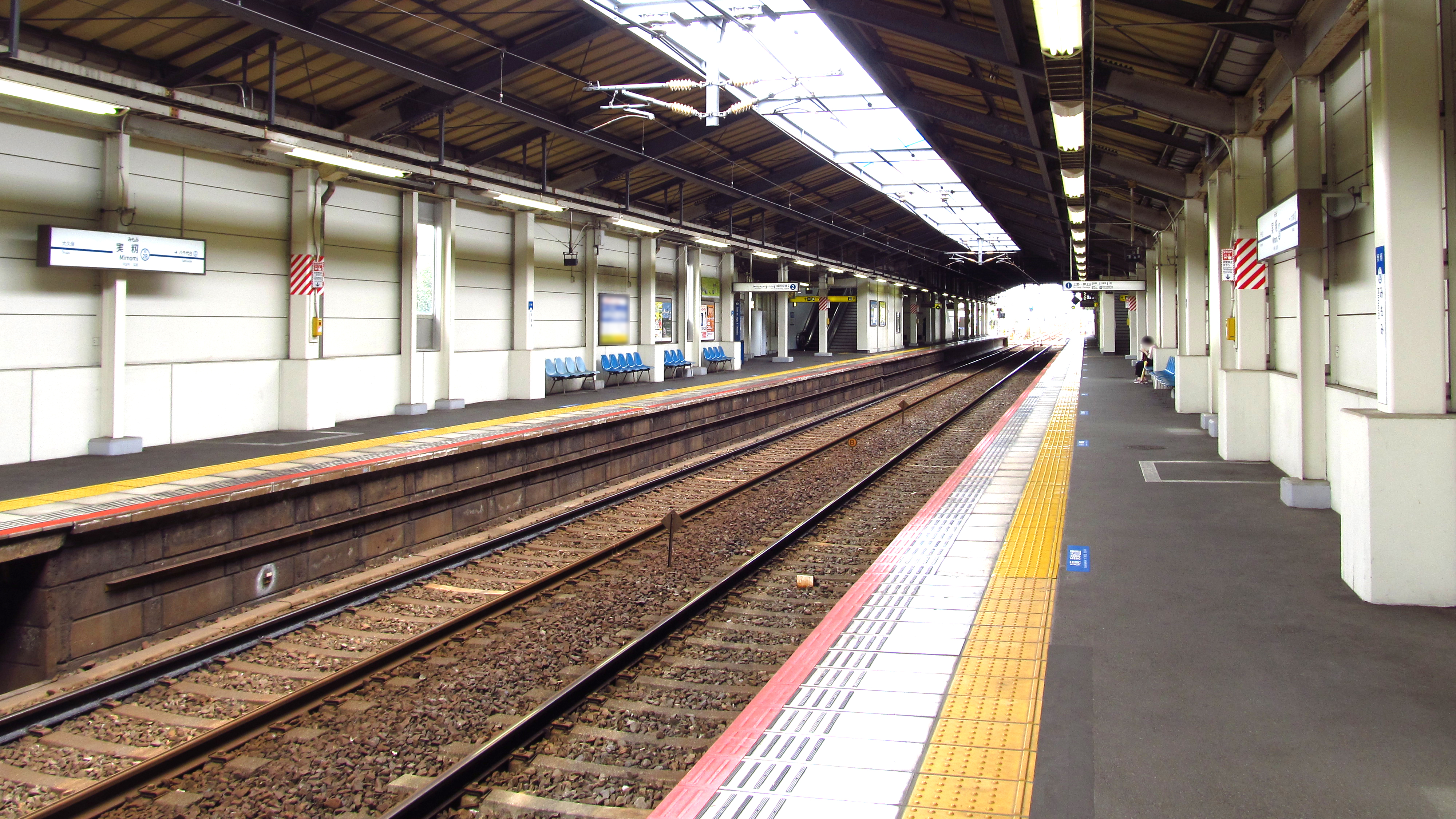
駅ホーム（2020年7月）
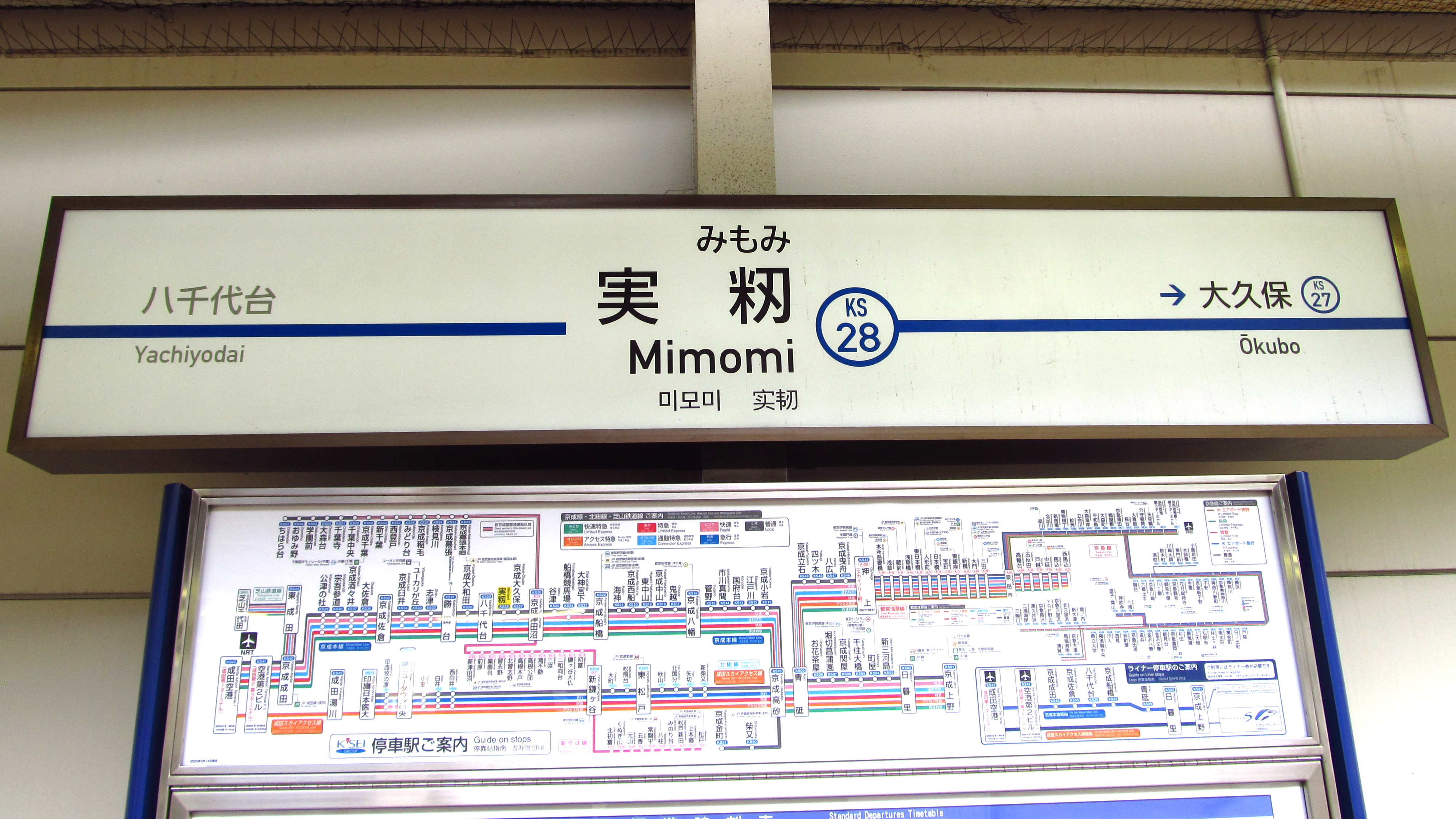
駅名標（2020年7月）

## 利用状況
2024年度の1日平均乗降人員は24,292人である。
近年の1日平均乗降人員および乗車人員は下表の通りである。
| 年度               | 1日平均 乗降人員 | 1日平均 乗降人員 | 1日平均 乗車人員 | 1日平均 乗車人員 |
| ------------------ | ---------------- | ---------------- | ---------------- | ---------------- |
| 1998年（平成10年） |                  |                  | 10,380           | [ * 1 ]          |
| 1999年（平成11年） |                  |                  | 10,413           | [ * 2 ]          |
| 2000年（平成12年） |                  |                  | 10,382           | [ * 3 ]          |
| 2001年（平成13年） |                  |                  | 10,331           | [ * 4 ]          |
| 2002年（平成14年） |                  |                  | 10,259           | [ * 5 ]          |
| 2003年（平成15年） | 20,490           | [ + 1 ]          | 10,255           | [ * 6 ]          |
| 2004年（平成16年） | 20,804           | [ + 2 ]          | 10,317           | [ * 7 ]          |
| 2005年（平成17年） | 20,815           | [ + 3 ]          | 10,329           | [ * 8 ]          |
| 2006年（平成18年） | 21,007           | [ + 4 ]          | 10,436           | [ * 9 ]          |
| 2007年（平成19年） | 21,086           | [ + 5 ]          | 10,525           | [ * 10 ]         |
| 2008年（平成20年） | 21,666           | [ + 6 ]          | 10,821           | [ * 11 ]         |
| 2009年（平成21年） | 22,082           | [ + 7 ]          | 11,038           | [ * 12 ]         |
| 2010年（平成22年） | 22,541           | [ + 8 ]          | 11,274           | [ * 13 ]         |
| 2011年（平成23年） | 22,802           | [ + 9 ]          | 11,409           | [ * 14 ]         |
| 2012年（平成24年） | 22,928           | [ + 10 ]         | 11,478           | [ * 15 ]         |
| 2013年（平成25年） | 23,366           | [ + 11 ]         | 11,702           | [ * 16 ]         |
| 2014年（平成26年） | 23,321           | [ + 12 ]         | 11,686           | [ * 17 ]         |
| 2015年（平成27年） | 23,768           | [ + 13 ]         | 11,906           | [ * 18 ]         |
| 2016年（平成28年） | 24,238           | [ + 14 ]         | 12,141           | [ * 19 ]         |
| 2017年（平成29年） | 24,514           | [ + 15 ]         | 12,288           | [ * 20 ]         |
| 2018年（平成30年） | 24,631           | [ + 16 ]         | 12,351           | [ * 21 ]         |
| 2019年（令和元年） | 24,299           | [ + 17 ]         | 12,174           | [ * 22 ]         |
| 2020年（令和02年） | 17,716           | [ 京成 2 ]       | 8,878            | [ 京成 2 ]       |
| 2021年（令和03年） | 19,804           | [ 京成 3 ]       | 9,902            | [ 京成 3 ]       |
| 2022年（令和04年） | 22,158           | [ 京成 4 ]       | 11,116           | [ 京成 4 ]       |
| 2023年（令和05年） | 23,144           | [ 京成 5 ]       | 11,606           | [ 京成 5 ]       |
| 2024年（令和06年） | 24,292           | [ 京成 1 ]       | 12,180           | [ 京成 1 ]       |

## 駅周辺
駅南側は2006年に道路の拡幅工事が完了し、駅北側は再開発が行われ、南北ともにロータリー交差点および駅前広場が整備されている。八千代台駅側の踏切で千葉県道57号千葉鎌ケ谷松戸線と交差しており、駅南側には千葉県道69号長沼船橋線、駅東側には千葉県道262号幕張八千代線が通り、沿道には個人商店が数軒ある。駅北側より西側（京成大久保駅方面）は東邦大学や日本大学など、教育施設の集まる文教地区となっている。近くに「実籾カーブ」と呼ばれる路線のカーブがあり、カーブから電車が現れる様子が鉄道ファンにとって撮影ポイントとなっている。

### 北口

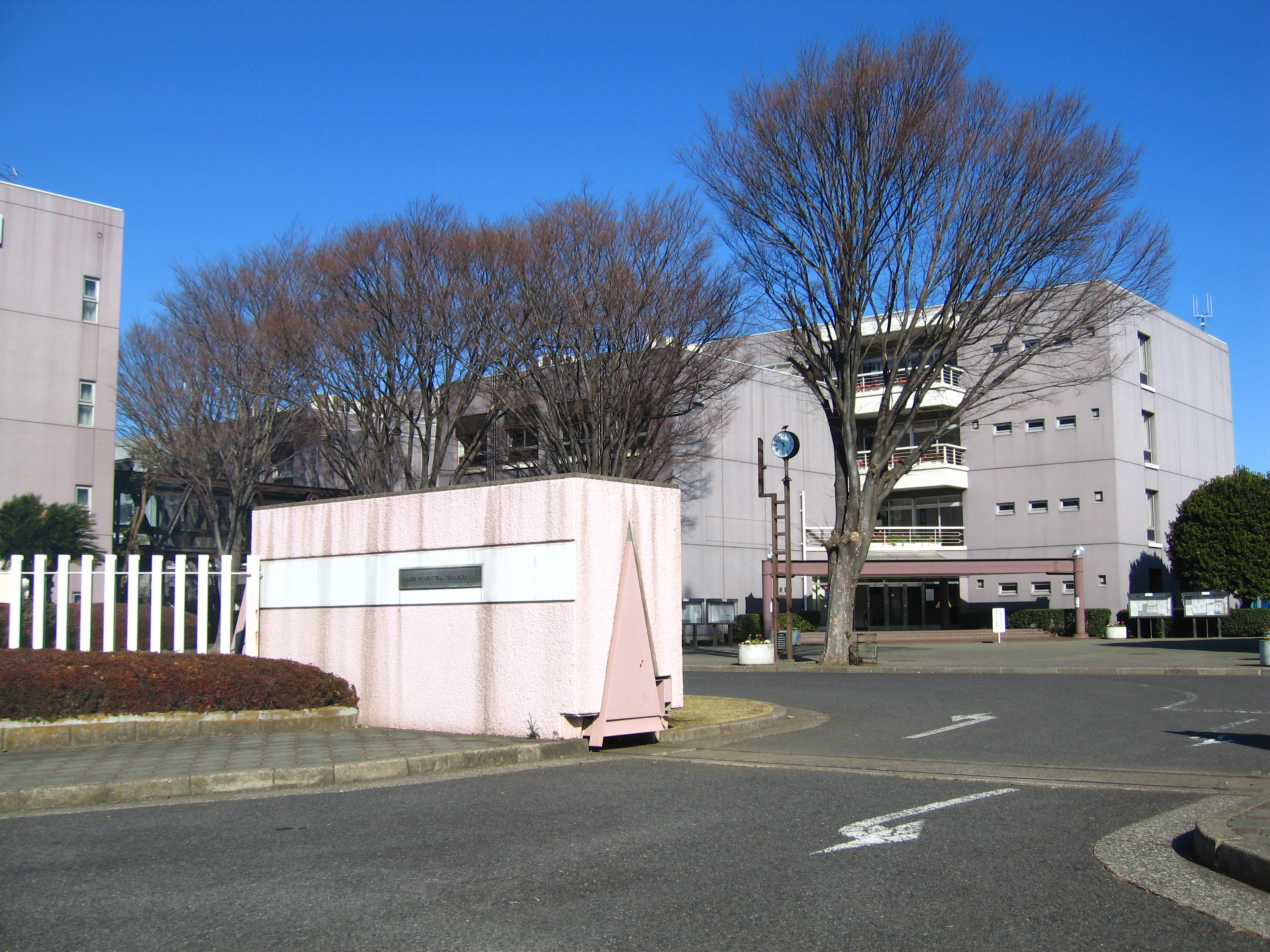
日本大学実籾キャンパス

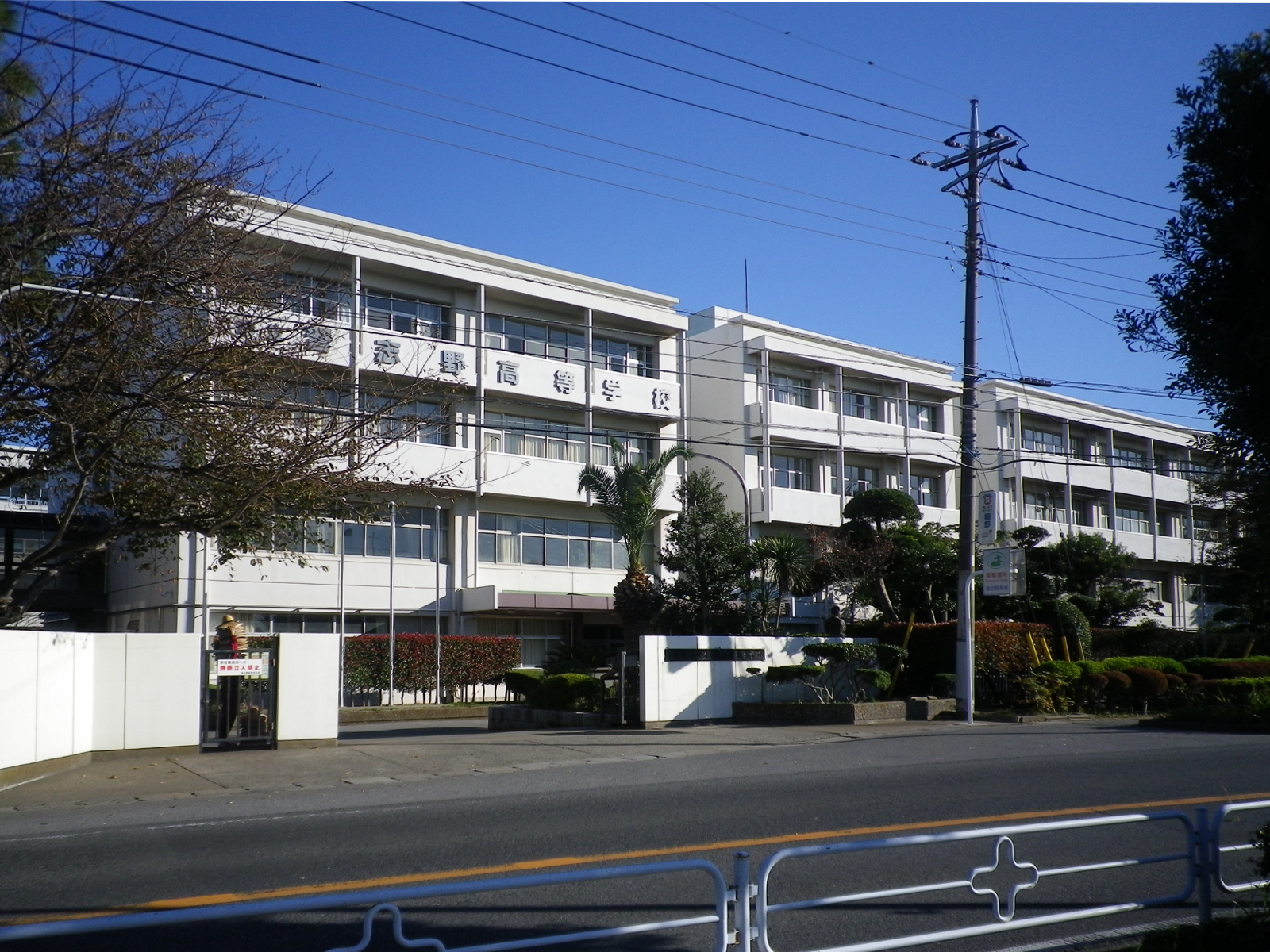
習志野市立習志野高等学校

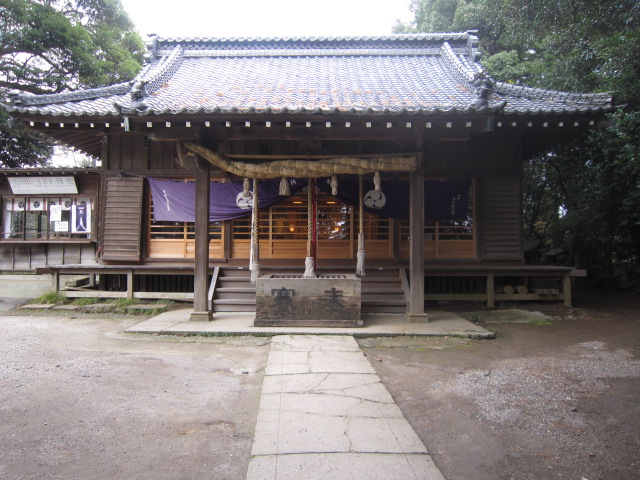
大原大宮神社

駅北西側には船橋市との市境がある。
- 習志野警察署 実籾交番
- 習志野市消防本部 東消防署
- 習志野市立図書館 東習志野図書館
- 習志野市総合教育センター
- 習志野市東部体育館
- 習志野市実籾テニスコート
- 日本大学 実籾キャンパス（生産工学部）
- 習志野市立習志野高等学校
- 東邦大学付属東邦中学校・高等学校
- 習志野市立第四中学校
- 習志野市立第二中学校
- 習志野市立実籾小学校
- 習志野市立東習志野小学校
- 習志野市立実花小学校
- あづま学園ホーリネス幼稚園
- 習志野実籾郵便局
- 千葉銀行 実籾支店
- 京葉銀行 実籾支店
- ビッグ・エー 習志野実籾店
- ワイズマート 実籾店
- イオンタウン東習志野
- カスミフードスクエア 東習志野店
- くすりの福太郎 実籾店
- くすりの福太郎 実籾2号店
- エービン 実籾店
- ウエルシア薬局 習志野実籾店
- セイムス 東習志野店
- 洋服の青山 花見川作新台店
- 西松屋 千葉花見川店
- しまむら 三山店
- 航空集配サービス 本社
- 大原大宮神社
- 照光寺
- 実籾自然公園
- 旧陸軍習志野演習場内圍壁

### 南口

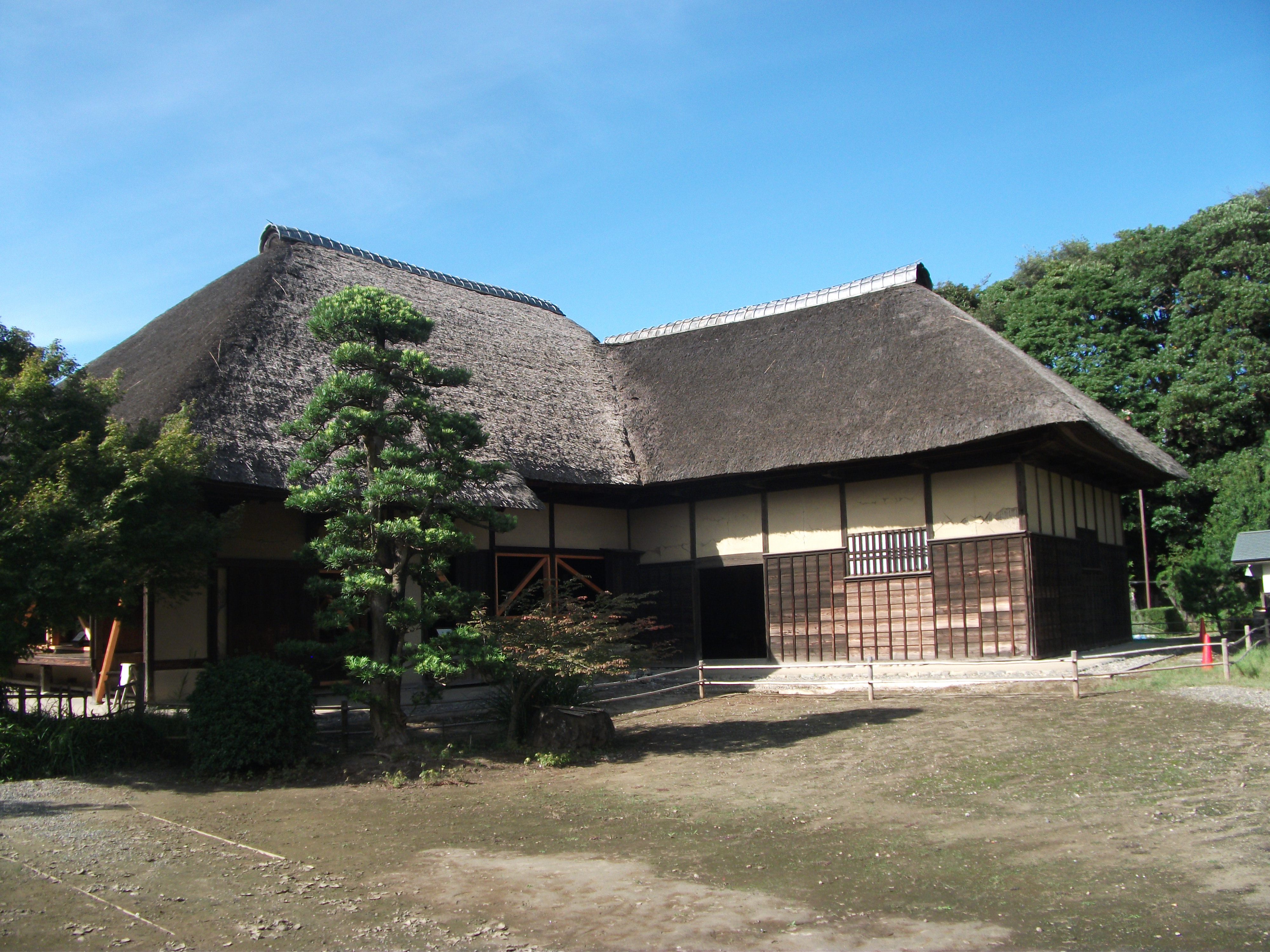
旧鴇田家住宅

駅南東側には千葉市（花見川区）との市境がある。
- 習志野市東部保健福祉センター
- 千葉県立実籾高等学校
- 千葉市立長作小学校
- 千葉市立作新小学校
- 千葉長作郵便局
- JA千葉みらいしょいかーご 習志野店
- 天津神社
- 無量寺
- 実籾城跡
- 実籾本郷公園
  - 旧鴇田家住宅
- 屋敷近隣公園

## バス路線
千葉シーサイドバス
- JR幕張駅 ※平日3本のみ
- 日立製作所 ※平日2本のみ
- 八千代台駅 ※平日1本のみ

京成バス
- 八千41：ユトリシア経由 八千代台駅
- 八千42：ユトリシア経由 習志野出張所 ※1日2本のみ

京成タクシー
- しょいか〜ご
- 偕生園
- 八千代台駅

## 当駅が登場する主な作品
さだまさしの「私は犬になりたい¥490」の歌詞に当駅が登場する。2009年5月に放送されたNHK総合のテレビ番組『今夜も生でさだまさし』内での発言において、さだまさしが青春時代を菅野（最寄りは京成電鉄本線の菅野駅）で過ごしていたため、京成沿線に土地勘があり、「上野から（実籾までの運賃が）480円か490円だった（2024年4月現在、当駅は京成上野からきっぷ510円、IC502円の区間の末端だが、2009年当時は470円であった。）」ことに因んで用いたものだという。アルバム『美しい朝』に収録されたバージョンでは、「実籾の方を傷つけたかなと思って」この部分の歌詞を変えたという。

## 隣の駅
京成電鉄
 本線
■快速特急・■特急・■通勤特急
通過
■快速・■普通
京成大久保駅 (KS27) - 実籾駅 (KS28) - 八千代台駅 (KS29)